# Мурхед (Ајова)
Мурхед (енгл. Moorhead) град је у америчкој савезној држави Ајова. По попису становништва из 2010. у њему је живело 226 становника.

## Демографија
Према попису становништва из 2010. у граду је живело 226 становника, што је -6 (-2.6%) становника више него 2000. године.
| Група             | 2000.       | 2010.       |
| Белци             | 230 (99,1%) | 220 (97,3%) |
| Афроамериканци    | 0 (0,0%)    | 1 (0,4%)    |
| Азијати           | 1 (0,4%)    | 2 (0,9%)    |
| Хиспаноамериканци | 0 (0,0%)    | 2 (0,9%)    |
| Укупно            | 232         | 226         |